# Void (film)
Pour les articles homonymes, voir Void.
Pour plus de détails, voir Fiche technique et Distribution.
Void (en arabe : Waynon, وينن) est un film dramatique film libanais réalisé par sept réalisateurs, tous diplômés de l'université Notre-Dame-de-Louaizé, et sorti en 2013.
Le film est sélectionné comme entrée libanaise pour l'Oscar du meilleur film en langue étrangère à la 88e cérémonie des Oscars qui s'est déroulée en 2016.

## Distribution
- Carol Abboud :
- Diamand Bou Abboud :
- Takla Chamoun :
- Talal El-Jordi :
- Julian Farhat :
- Nada Abou Farhat :
- Laura Khabbaz :
- Carmen Lebbos :
- Elie Mitri :
- Latife Moultaka :
- Liliane Nemri :
- Ziad Seaibe :
- Rodrigue Sleiman :